# Hamadi Ayari
Hamadi Ayari (* 8. Januar 1991 in La Tronche) ist ein französisch-tunesischer ehemaliger Fußballspieler.

## Leben
Ayaris Eltern stammen aus Tunesien. Sie waren vor der Geburt von Hamadi nach Frankreich ausgewandert. Ayari selbst kam 1991 im französischen La Tronche zur Welt.
Ayari begann in der Jugend von Grenoble Foot. In der Saison 2009/10 stand er im Profikader, der damals in der Ligue 1, der höchsten Spielklasse Frankreichs, auflief. Jedoch blieb ihm da ein Einsatz verwehrt und Grenoble stieg zum Saisonende in die zweite Liga. Sein Profidebüt feierte er am 10. September 2010, als er an Spieltag sechs, beim 1:0-Sieg gegen den FC Istres, in der Nachspielzeit für Yohann Lasimant eingewechselt wurde. In der Folgezeit kam er zu 17 weiteren Einsätzen. Grenoble Foot stieg zum Saisonende ab. Zur Saison 2011/12 wechselte Hamadi Ayari zum FC Metz. Nachdem er auch mit den Lothringern abgestiegen war, wurde sein Vertrag nicht verlängert; daraufhin kehrte der Spieler zu seinem mittlerweile in die Viertklassigkeit zwangsabgestiegenen Ex-Klub Grenoble zurück. 2016 folgte der Wechsel zu Lyon – La Duchère.